# Villa Hagenmayer

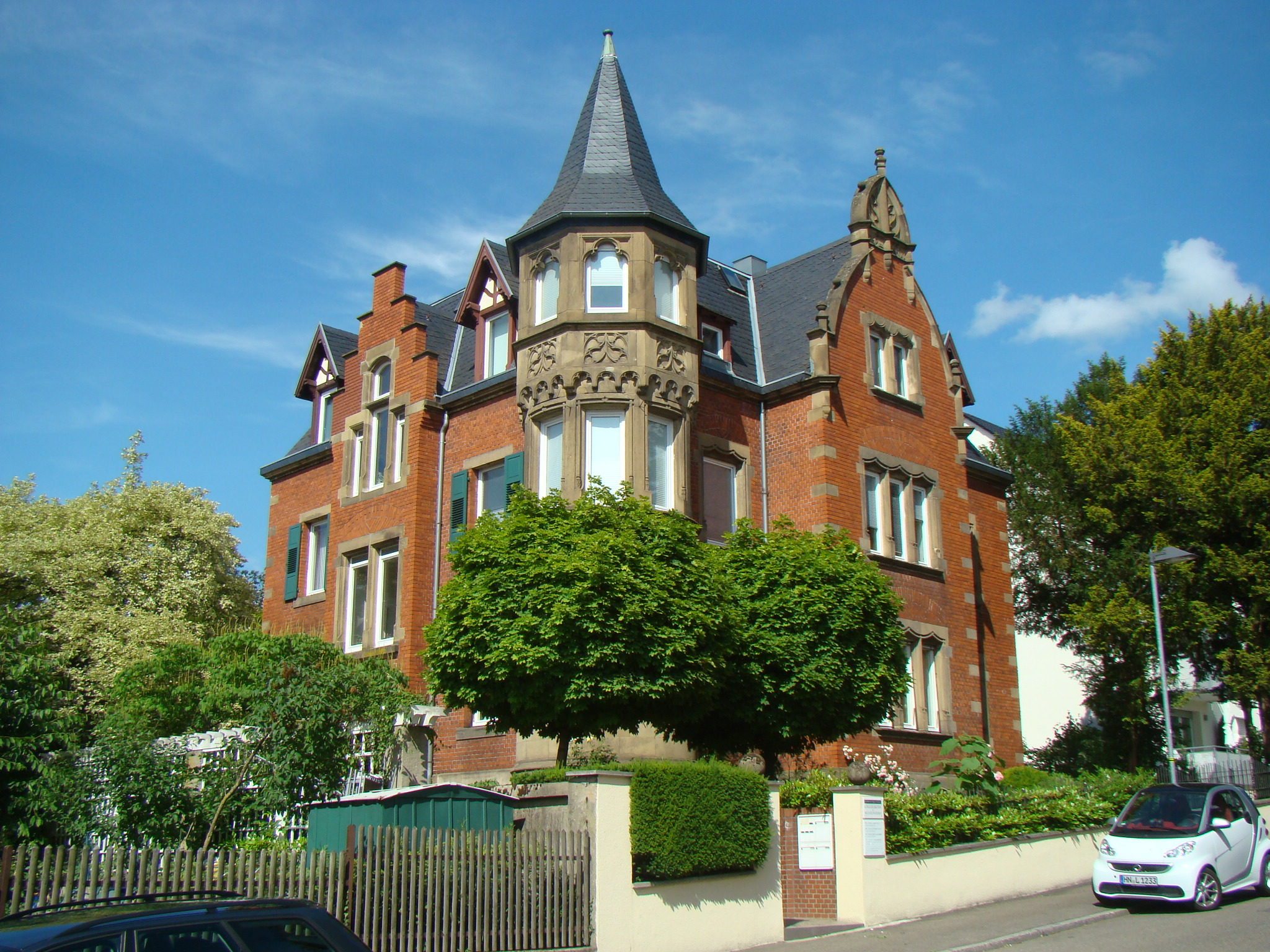
Die neogotische Villa Hagenmayer

Die Villa Hagenmayer ist ein neogotisches Gebäude in der Dittmarstraße 5 in Heilbronn. Sie steht unter Denkmalschutz.

## Geschichte
1899 baute Theodor Moosbrugger die neogotische Villa für den Architekten Albert Hagenmayer. Später war die Unternehmerfamilie Kaiser, die die Nahrungsmittelfabrik Otto & Kaiser betrieb, Eigentümerin der Villa. In der Zeit des Nationalsozialismus wohnten dort mit Karl Kaiser (1900–1986) und seiner Frau Sophie (genannt Sascha) Kaiser, geb. Witkowsky, (1899–1983) zwei Mitglieder der Kaiser/Riegraf-Gruppe. Die Villa diente als einer der Treffpunkte dieser sozialistischen Widerstandsgruppe. 1950 war Else Kaiser als Eigentümerin der Villa eingetragen. Im Erdgeschoss lebte Fabrikdirektor Martin Otto, die Obergeschosse waren vermietet. 1961 war im ersten Stock der Bundestagsabgeordnete Helmut Bazille gemeldet.

## Beschreibung
Der zweieinhalbgeschossige Profanbau erscheint wie eine Burg des ausgehenden Mittelalters. Man gestaltete 1899 den Mittelrisalit mit einem Treppengiebel als oberen Abschluss. Besonders schön ist der polygonale Treppenturm, der reich verziert ist und einen Turmhelm aus Schiefer trägt. In der Denkmaltopographie Baden-Württemberg wird die Villa Hagenmayer wie folgt beschrieben:

„Das Gebäude dokumentiert die späthistoristische Villenarchitektur des ausgehenden 19. Jh. Charakteristisch ist der vertikalbetonte, mannigfaltig gegliederte Baukörper mit spätgotischen, der Burgen- und Schlossarchitektur des 16. Jh. entlehnten Dekorationselementen in handwerklich anspruchsvoller Ausführung. Das Gitterwerk des Gartenzauns ist eine Jugendstilarbeit.“